# Cryptothele
Cryptothele és un gènere d'aranyes araneomorfes. Són aranyes que es troben al Sud-est d'Àsia i la zona d'Austràlia. L'any 2006 es va replantejar la seva validesa i actualment el gènere Cryptothele s'ha incorporat a la família dels zodàrids (Zodarioidea).

## Sistemàtica
Gènere Cryptothele L. Koch, 1872
- Cryptothele alluaudi Simon, 1893 (Seychelles)
- Cryptothele ceylonica O. P-Cambridge, 1877 (Sri Lanka)
- Cryptothele collina Pocock, 1901 (Índia)
- Cryptothele cristata Simon, 1884 (desconegut)
- Cryptothele doreyana Simon, 1890 (Nova Guinea, Queensland)
- Cryptothele marchei Simon, 1890 (Nova Caledònia, Marianes)
- Cryptothele sundaica Thorell, 1890 (Singapur, Sumatra, Java)
  - Cryptothele sundaica amplior Kulczynski, 1911 (Illes Sunda)
  - Cryptothele sundaica javana Kulczyn'ski, 1911 (Java)
- Cryptothele verrucosa L. Koch, 1872 (Samoa, Fiji)